# 遠離家園
是一部朗·霍華执导的美國浪漫劇情電影，於1992年上映。主演是湯姆·克魯斯及妮可·基曼。《遠離家園》於1992年坎城影展首映。
內容講述克魯斯和基曼飾演於1890年代美國的愛爾蘭移民，尋找他們自己命運的故事。
本片是Cyril Cusack過世前一年的最後一部演出的電影。

## 劇情
1892年的愛爾蘭，佃戶艱困地在土地上討生活。年輕農夫約瑟夫·唐納利的父親在反抗地主的暴亂中傷重而死，在迴光返照之際，他告訴兒子要期待奇蹟。
在父親出殯當天，唐納利家的草屋即因欠租而遭地主派人焚燬。約瑟夫決心以自己的方式尋求正義。一無所有的他隻身離鄉，在小酒館中巧遇地主。地主不認得他，於是他一路在後尾隨進了地主大宅，伺機行刺，卻因饑餓與笨手笨腳而傷在地主美麗的女兒香儂·克里斯蒂手上，又被自己長槍的後座力震昏。香儂與媽媽好生照顧這不速之客，以便將刺客送上法庭問吊。
克里斯蒂一家一心將獨女培養成大家閨秀，但香儂厭惡其間的矯揉造作，反對這粗野的陌生人產生強烈的好奇心。約瑟夫試圖外逃時遇到來作客的史蒂芬·蔡斯，正是燒了唐納利家的人。兩人互相侮蔑對方，史蒂芬怒而要求決鬥，約瑟夫被旁人制服後關了回去。
喜好摩登美國文化的香儂潛入關押約瑟夫的房間拿取赴美所需物資，其中一張傳單表明美國正在分發土地。她要求他一起逃到美國，約瑟夫聲言死守故鄉，但第二天決鬥時，還是跳上香儂的馬車逃了。兩人在越洋的遊輪上扮演大小姐及其長隨，遇上一名好心的乘客表示美國是有土地分發，但須購足物資以深入西部，他願幫助香儂將她所帶的珍貴湯匙變現以獲取資金。但他一下船就被殺，替她保管的銀湯匙也在混亂中四散被搶光。身無長物的兩人只得找上當地的愛爾蘭鄉親幫忙，並掩飾她的真實身份。約瑟夫替她趕開眾人的騷擾後，身手被當地老大看中，安排他到俱樂部打拳賺外快。
克里斯蒂家大宅被暴民縱火燒毀，失去棲身之所的香儂父母決定到美國找女兒。香儂在工廠去雞毛賺錢，約瑟夫將壓抑的感情發洩到俱樂部拳擊場上，戰無不勝，賺得比她快得多。眾人爭相在他身上下重注，在俱樂部跳艷舞的女郎們也迷上他。香儂越感鬱悶。
約瑟夫越賺越多，但當地老大及更上層對他的控制也越來越深，香儂因此與他產生爭執。為了一樣賺快錢，香儂也去俱樂部跳艷舞。約瑟夫找到人時，恰被老大們安排出賽生平僅見的強敵，且同意與之對分比賽獎金而非只給零頭獎賞。香儂希望約瑟夫賺完這一筆後就有足夠的錢離此西行，本不希望聽從老大們安排的約瑟夫聽出她有雙宿雙飛之意，高興地出賽。
約瑟夫略佔上風之後，得意忘形的老大將衣著暴露的香儂當成歡場女子摟在懷中大肆輕薄。約瑟夫放下快被打倒的對手回身為她解圍，得罪老大之後又被推回場中，中了一記暗算，自此一蹶不振，被打昏後丟到街上。
約瑟夫醒來時，恰見克里斯蒂家重金懸賞大小姐的下落。他急趕回家，正遇上老大帶人奪走他們的一切，將兩人趕出去後，又警告四鄰不得收留。時值隆冬，無處可去的他們闖進一家似乎無人的富戶。約瑟夫想和香儂再扮演一次大小姐與長隨，香儂卻想和他扮演夫婦。兩人忘我之際被屋主發現，在慌忙外逃時，香儂背後中槍。約瑟夫只得將昏迷的她送到克里斯蒂家在當地的居所，將人交給史蒂芬，自己孤身西行，當了鐵道工。當得知篷車隊為了大西部的土地在趕路時，他也追隨而去，有了自己馬匹，還發現克里斯蒂一家也到了該處。
史蒂芬一心以為，順著香儂之意到此取得土地，就能與之共結連理，卻發現約瑟夫居然又找了上來，便以性命威脅他不得靠近。
在為爭奪土地而行的長途賽馬中，約瑟夫的馬不知為何死了，只得臨時買下一匹沒人要的烈馬。當別人出發後，他還在馴馬，不得不用上拳擊的本事。豈知他無意中得到的是一匹神駒，後來居上，追上原本一馬當先的史蒂芬和香儂。兩男對決後，史蒂芬摔下馬，約瑟夫搶先奪得土地。
不甘自己看上的土地被捷足先登，史蒂芬再作最後一搏，被打下馬，但約瑟夫被卻他的馬壓倒。他本以為勝券在握，香儂卻給他一拳後奔向約瑟夫。在史蒂芬憤而離去後，約瑟夫與香儂終互訴衷曲，一起取得了自己的土地。

## 演員
- 湯姆·克魯斯 飾 Joseph Donnelly
- 妮可·基曼 飾 Shannon Christie
- 托馬斯·吉布森 飾 Stephen Chase
- Robert Prosky（英语：Robert Prosky） 飾 Daniel Christie
- Barbara Babcock（英语：Barbara Babcock） 飾 Nora Christie
- Cyril Cusack（英语：Cyril Cusack） 飾 Danty Duff
- Eileen Pollock（英语：Eileen Pollock） 飾 Molly Kay
- Colm Meaney（英语：Colm Meaney） 飾 Kelly
- Douglas Gillison 飾 Dermody
- Michelle Johnson（英语：Michelle Johnson (actress)） 飾 Grace
- Clint Howard（英语：Clint Howard） 飾 Flynn
- Rance Howard 飾 Tomlin
- Niall Tóibín（英语：Niall Tóibín） 飾 Joseph Donnelly的父親
- Jamie Gerrard 飾 Child running in background
- Chris Cattan 飾 Extremely Old Man